# Џуче идеја
Џуче идеја (кореј. 주체사상) је званична државна идеологија Северне Кореје, али и целокупан политички систем те државе. Творац идеје је Ким Ил Сунг (1912—1994). Срж саме идеје је да је ”човек господар свега, и одлучује о свему”. Званично је уведена 1972. године као замена за марксизам-лењинизам, а следбеници је сматрају вишом, развијеном формом социјализма.

## Практична примена
Према Ким Џонг Иловом делу О Џуче идеји, примена Џучеа у државној политици подразумева следеће:
1. Народу се мора обезбедити слобода политичког мишљења, те ослањање на сопствене потенцијале у економији, али и политици оружаних снага (што се може сматрати тежњом ка блоковској несврстаности).
2. Оваква политика мора надахнути народне масе што би створило пуну запосленост у револуцији и обнови.
3. Методи револуције и обнове морају бити прилагођени ситуацији у земљи, и
4. најважнији процес у тој револуцији треба да буде обликовање људи као зрелих комуниста спремних на акцију у изградњи земље.

## Религијске одлике
Ким ил Сунг је прокламацијом Џуче идеје желео да народу створи адекватну замену за религију, тј. да уклони метафизичке аспекте религије као друштвеног феномена, али су и опет придодате и неке сличности: година рођења Ким Ил Сунга је, неколико година после његове смрти узета за почетну годину новог Џуче календара; статуе Ким Ил Сунга постоје у свим насељима у Северној Кореји, његове и слика Ким Џонг Ила су обавезне на зидовима свих станова, канцеларија, фабричких хала, у возовима, аутобусима и путничким авионима, а беџеве са њиховим ликовима морају носити сви грађани док су на јавним местима. Џуче торањ, Велика бронзана статуа Ким Ил Сунга са испруженом руком, те његова родна кућа и маузолеј (све у Пјонгјангу) су главна места ходочашћа за севернокорејски народ, али и за малобројне присталице Џуче идеје широм света.